# Joe Tödtling
Joe Tödtling est un cascadeur autrichien, connu pour son record du monde du plus long temps passé à faire la torche humaine.

## Biographie
Tödtling est originaire de la région de Styrie.

## Records
Le 23 novembre 2013, à Salzbourg, le Livre Guinness des records l'ajoute à la catégorie « Plus longue durée d'un corps entièrement en feu sans apport d'oxygène » avec une durée totale de 5 minutes 41,. Il est à ce moment-là âgé de 33 ans. Pour réaliser le record, il porte une combinaison spéciale, et c'est sa femme Julia qui allume le brasier.
En juin 2015, il bat deux nouveaux records du monde : être traîné le plus longtemps par un cheval au galop tout en étant une torche humaine (500 mètres), et être trainé le plus longtemps par un quad tout en étant une torche humaine (582 mètres).